# Musée d'Aquitaine
Het Musée d'Aquitaine is een museum in de Franse stad Bordeaux. Het historische museum schetst de geschiedenis van de stad Bordeaux en van de regio Nieuw-Aquitanië. Het Musée d'Aquitaine werd in 1783 opgericht om resten van het Romeinse Burdigala te tonen. Die waren blootgelegd tijdens stedenbouwkundige werken in de 17e en 18e eeuw.  Sinds 1962 bevat de collectie ook objecten uit de prehistorie, de Middeleeuwen, lokale volkenkundige objecten, etc. uit het Centre National Jean-Moulin de Bordeaux en het Musée Goupil. 
Op de gelijkvloerse verdieping komen de Prehistorie, de Romeinse tijd, het vroege christendom en de Middeleeuwen aan bod. Het museum toont onder andere de Romeinse muntschat uit een schip dat zonk in de Garonne en de schat van Tayac met gouden halsring. De eerste verdieping is gewijd aan Bordeaux in de 18de eeuw, de slavenhandel met de Franse Antillen en een tentoonstelling over Nieuw-Aquitanië in de 20ste en 21ste eeuw.